# 扎明乌图库利
扎明乌图库利（Zamin Uthukuli），是印度泰米尔纳德邦Coimbatore县的一个城镇。总人口14871（2001年）。

## 人口
该地2001年总人口14871人，其中男性7486人，女性7385人；0—6岁人口1574人，其中男842人，女732人；识字率67.96%，其中男性为75.06%，女性为60.76%。